# 陰天

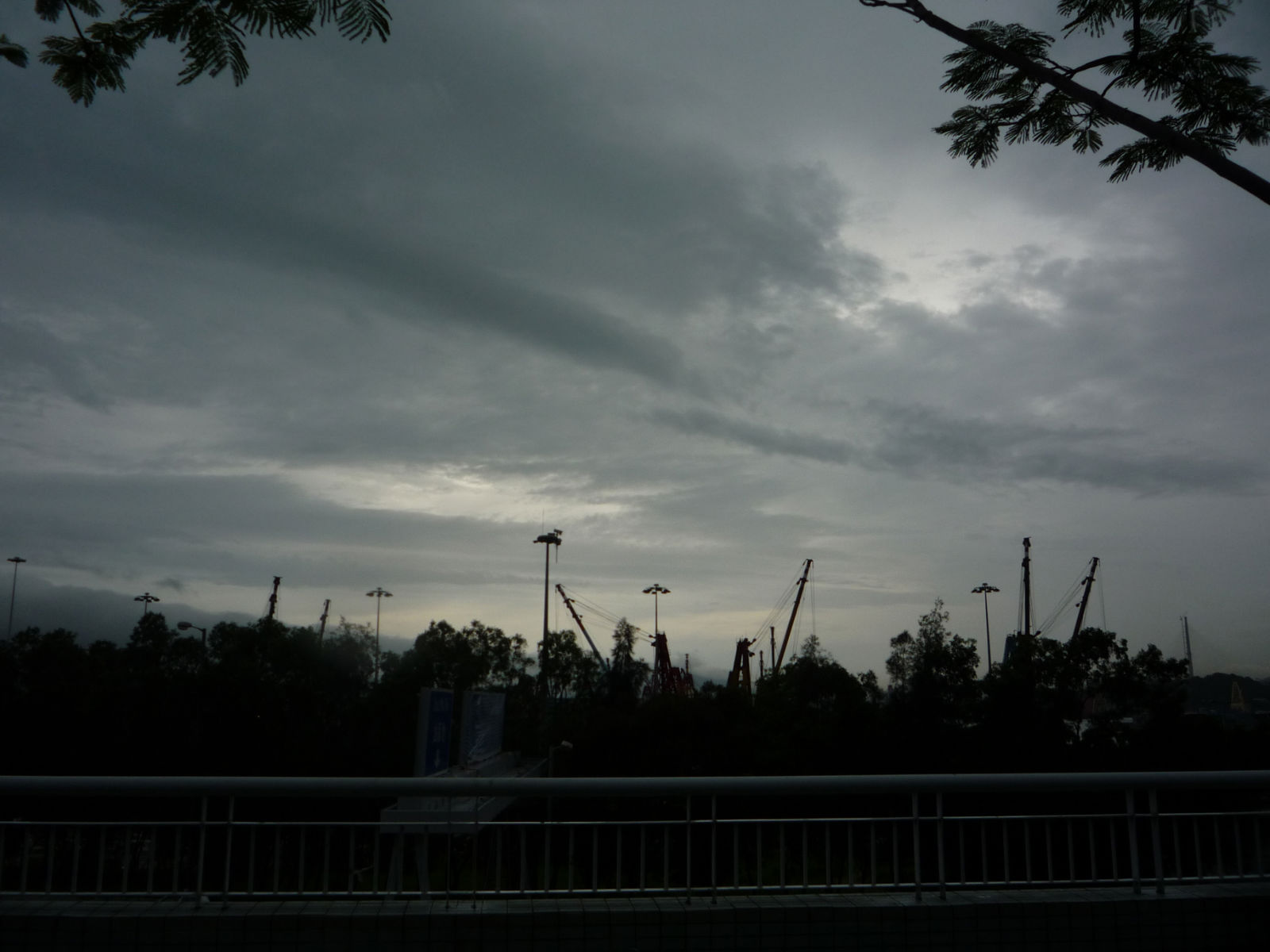
陰天

陰天或稱陰，是指天空中，中、低雲層總量大於95%所產生的氣象現象。雲層通常呈灰色或黑色，比普通情況下的要厚。
陰天持續的時間從幾小時到數天不等，短時間的通常伴隨有雨，此事隨著雨的持續而逐漸轉晴。而長時間的陰天可能導致某些疾病的發生，特別是季節性情緒失調和抑鬱症。
一般来说，这意味着整个天空中云的比例在90%以上，没有降水。 在国际上，当云量超过7/8时，就表示为“Cloudy”，因为云量是以8分钟的比例来表示的。
作为一个学术概念，它指的是整个天空中云的比例，即云的20%以上和80%以下。 当云的百分比超过90%时，表示为“Cloudy”。 类似 有一个术语“Overcast”，这意味着当云层至少占据天空的 95% 时。